# Max Mara
Max Mara est une maison italienne de prêt-à-porter, fondée en 1951 par Achille Maramotti, dont le siège se trouve à Reggio d'Émilie. 

## Histoire

### 1951-1980: lancement d'une marque
En 1951, l'italien Achille Maramotti crée Max Mara, la première manufacture européenne de prêt-à-porter, à Reggio d'Émilie. Achille Maramotti, né le 7 janvier 1927, est le fils de Giulia Maramotti, fondatrice d'une école de couture, et le petit-fils de Marina Rinaldi, propriétaire et dirigeante d'un atelier de confection. À ses vingt ans, Achille Maramotti travaille pour un confectionneur d'imperméables suisse. Parallèlement à la mode, Achille Maramotti prend très tôt des parts dans une banque italienne, puis dans plusieurs banques (en 2005, il est vice-président de la Credito Emiliano et directeur de Unicredito Italiano et Mediobank). Il investit également dans une fabrique de parmesan.
La première collection ne contient que deux pièces : un tailleur et un manteau. Son fondateur cherche à dupliquer les styles de vêtement de la haute couture parisienne avec les techniques de production de prêt-à-porter américaine des années 1930,.
Dès les années 1960, la marque s'associe à des créateurs reconnus pour dessiner ses collections : Emmanuelle Khanh, Jean-Charles de Castelbajac (collection Sauvez le baleine, dessinée pour Sportmax), Guy Paulin, Lison Bonfils, Franco Moschino, Karl Lagerfeld (création des premières vestes sans doublure),. La première boutique de la marque ouvre ses portes en 1964 à Reggio d'Émilie. Lors de la même décennie, son premier spot publicitaire est réalisé par Sergio Leone.
En 1969, Max Mara sort une ligne de vêtements sportswear, Sportmax. Avec Sportmax, l'enseigne développe des boutiques « total look », où les clientes de Sportmax peuvent s'habiller de la tête aux pieds. Cela fait suite au voyage d'Achille Maramotti la même année aux États-Unis, où il découvre cette innovation, arrêtant dès lors de ne produire que des vestes et des manteaux.

### 1980-2005: distribution et internationalisation

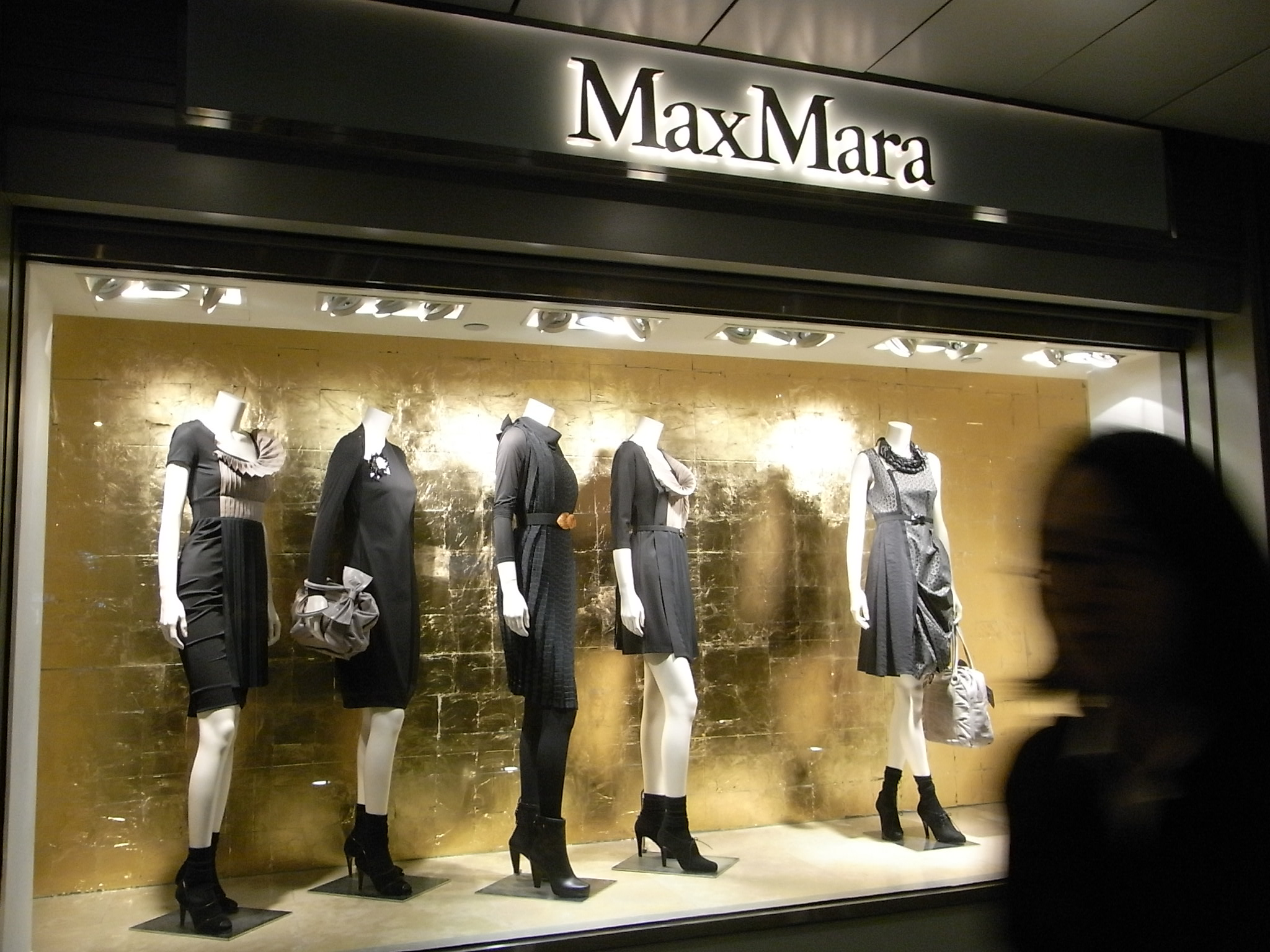
Vitrine d'une boutique Max Mara au Prince's Building de Hong Kong.

En 1981, la marque sort son manteau 101801, son best-seller qui s'est vendu à 145 000 exemplaires en trente ans, une création signée Anne-Marie Berreta.
En 1986, Max Mara mise sur la distribution et lance son réseau de magasins sous franchise et diversifie ses lignes de vêtements,. L'enseigne se constitue en groupe, prenant des parts dans les sociétés de leurs fournisseurs, et une seule société du groupe, Imax, fournit la maille pour toutes les filiales.
Le 12 janvier 2005, Achille Maramotti, alors quatrième fortune italienne selon le magazine Forbes, décède et ses enfants Luigi Ignazio et Maria Ludovica reprennent le flambeau de son empire.

### Depuis 2005
En 2008, la marque lance l'exposition Coats !! Max Mara, 55 ans de mode italienne qui retrace l'histoire de la marque. L’exposition se déroule à Berlin, Tokyo, puis s'achève à Pékin du 19 octobre au 12 novembre 2008.
En 2010, la marque propose à ses clients de personnaliser la doublure de leur 101801 avec une broderie de leur choix directement depuis le site internet de la marque[pertinence contestée].
En 2013, Max Mara choisit la comédienne Jennifer Garner comme sa nouvelle égérie. En 2014, c'est au tour de l'actrice Amy Adams de devenir l'image publicitaire de la marque.
En 2014, la marque introduit sur sa série Weekend New Life des matériaux recyclés.

## Marques

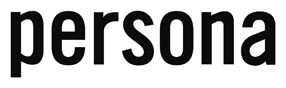
Logo Persona.

En 2005, son groupe compte 20 marques, dont :
- Max Mara
- Sportmax (créée en 1969)
- Max&Co
- Marella
- Marina Rinaldi (créée en 1980, en hommage à sa grand-mère)
- PennyBlack (créée en 1978)
- Weekend Max Mara
- iBLUES
- persona